# Auf den Häfen

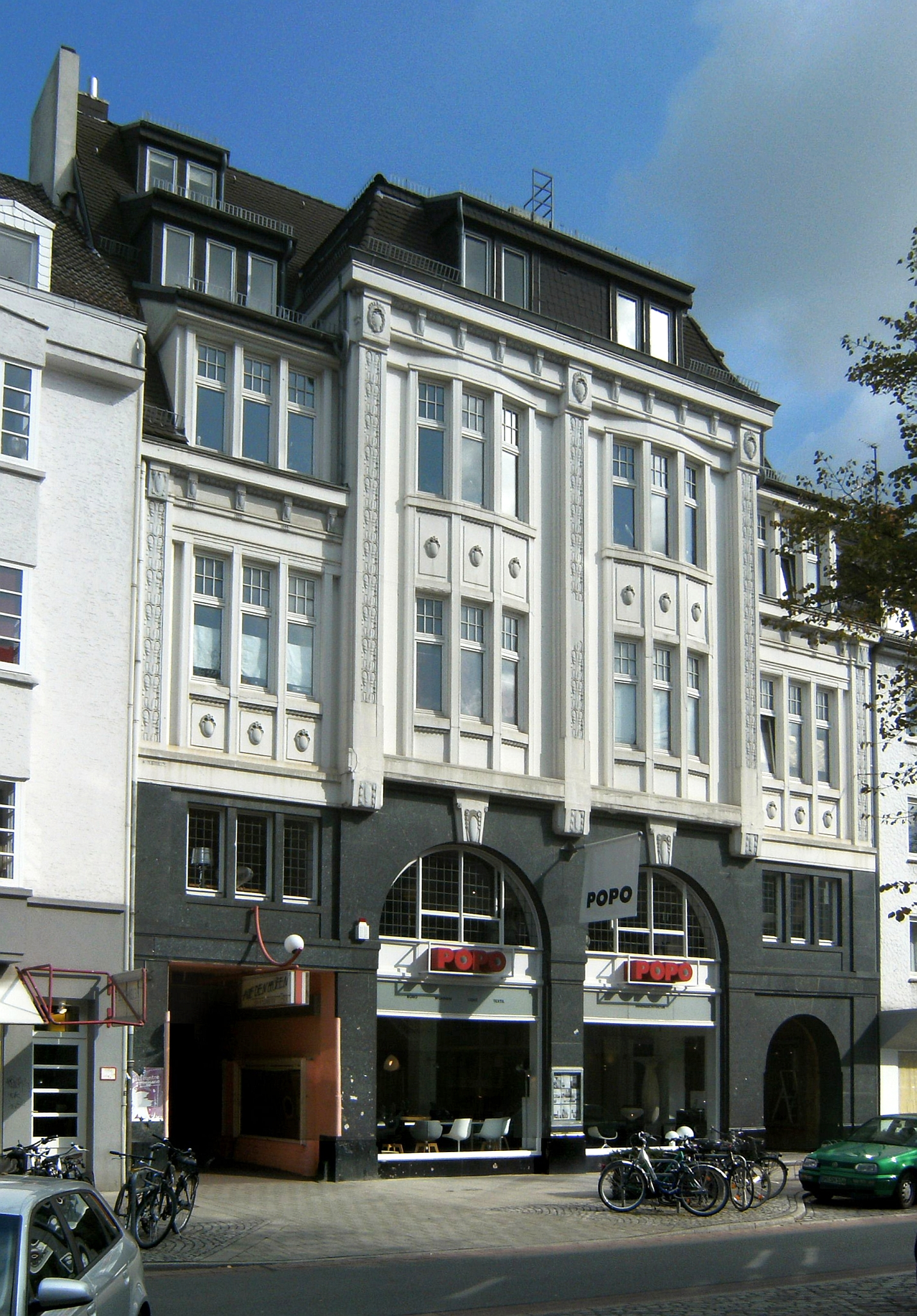
Nr. 12 bis 16

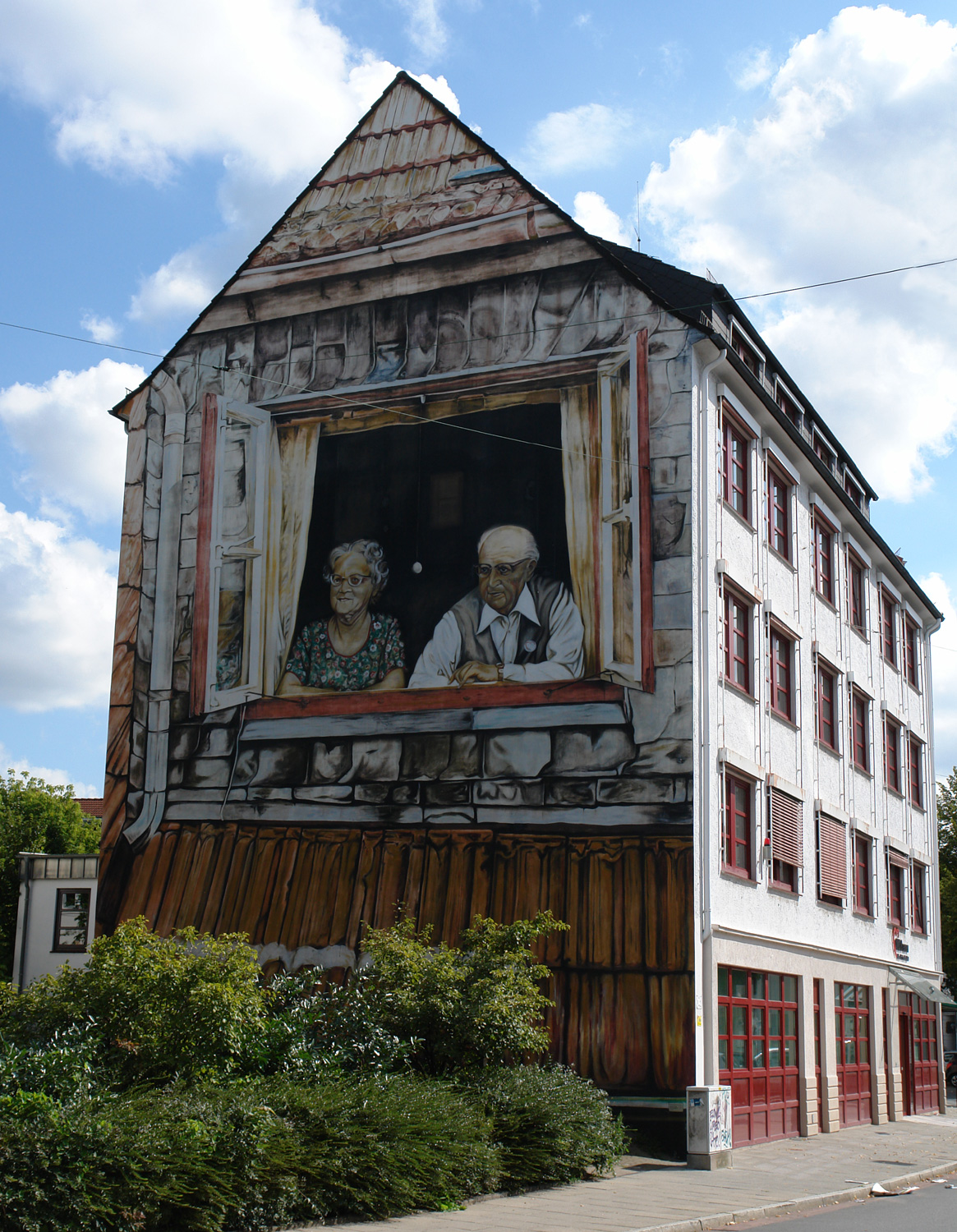
Nr. 30–32: Haus mit Wandbild

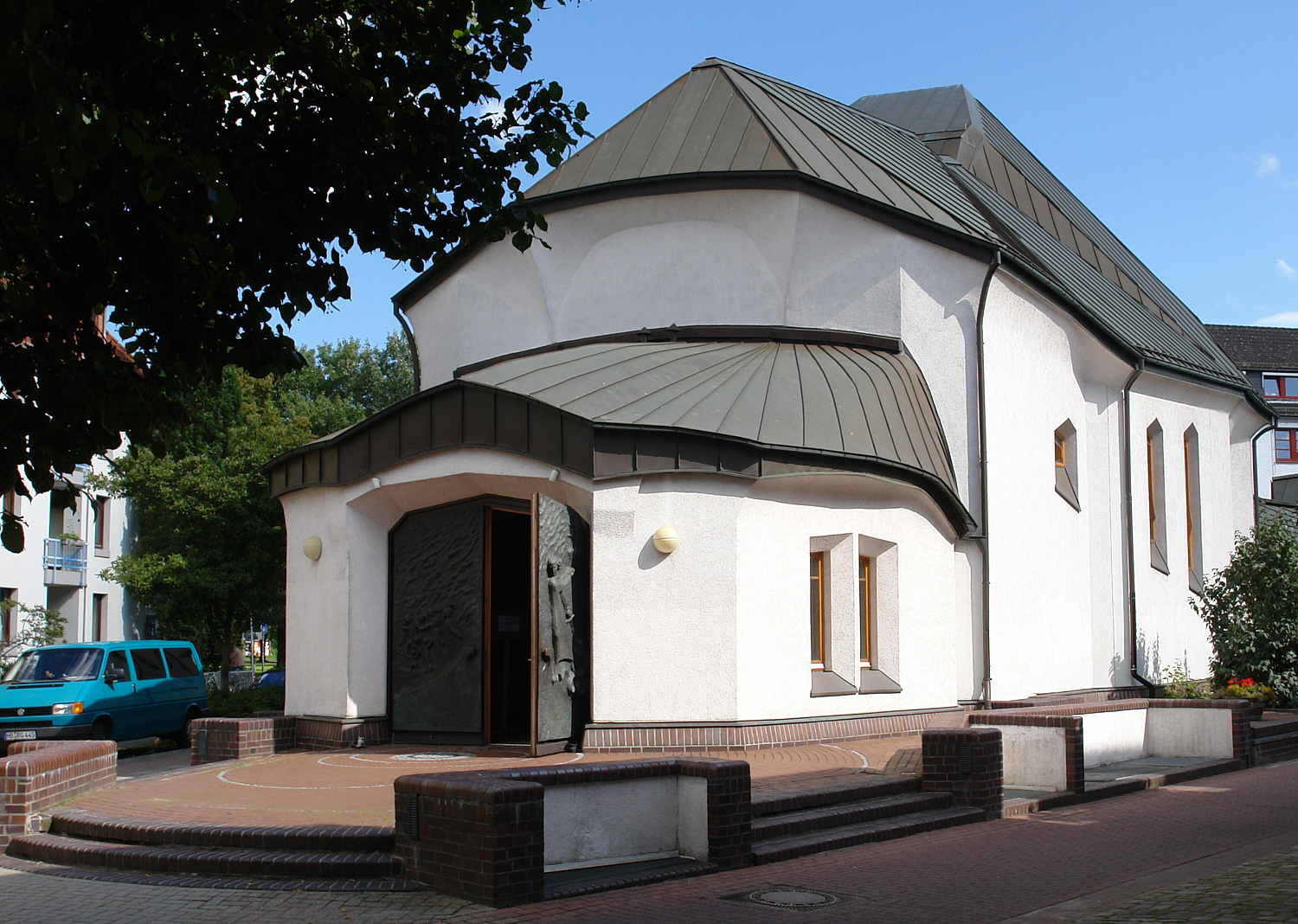
Michaelkirche

Die Einbahnstraße Auf den Häfen ist eine Erschließungsstraße in Bremen, Stadtteil Mitte, Ortsteil Ostertor. Sie führt in Ost-West-Richtung von der Humboldtstraße/Am Dobben bis zur Salvador-Allende-Straße und dem Rembertiring.
Die Querstraßen und die Anschlussstraßen wurden benannt u. a. als Humboldtstraße 1860 nach dem Forschungsreisenden Alexander von Humboldt; Am Dobben  nach dem bis 1864 vorhandenen Gewässer; Albrechtstraße 1845 nach den Bauunternehmern Georg und Martin Albrecht; Gertrudenstraße 1845 nach dem Vornamen; Ostendorpstraße nach dem mittelalterlichen östlichen Dorp als Vorort; Vasmerstraße nach dem hingerichteten und rehabilitierten Bürgermeister Johann Vasmer; Heinrichstraße 1843 nach dem Unternehmer Heinrich Seemann; Kleine Meinkenstraße nach dem 1344 erwähnten Meinkenschen Hof; Salvador-Allende-Straße nach dem chilenischen Präsidenten und Rembertiring 1961 nach dem Bremer Erzbischof Rimbert (um 830–888).

## Geschichte

### Name
Die Straße wurde 1757 erwähnt als Auf’m Hoeben, nach dem Hafen für die Kähne, die Torf aus dem Blockland oder Worpsweder Moor transportierten.

### Entwicklung
In dem Quartier wurden ab 1843 neue Straßen angelegt. 1848 entfielen die nächtliche Torsperre und die Erhebung der Akzise am Stadttor. In den Folgejahren erfolgte hier eine typische Vorstadtbebauung im Stil des Historismus. Am Ende des 19. Jahrhunderts war das Quartier überwiegend durch die traufenständigen Bremer Häuser geprägt. Im Zweiten Weltkrieg wurden einige Häuser zerstört.

### Verkehr
Die Straßenbahn Bremen tangiert östlich mit der Straßenbahnlinie 10 (Sebaldsbrück–Gröpelingen) die Straße.

## Gebäude und Anlagen
An der Straße mit vielen Läden stehen zwei- bis viergeschossige Häuser, an der Südseite zumeist als Neubauten.
Nordseite:
- Nr. 1/Ecke Am Dobben: 4-gesch. verklinkertes Wohn- und Geschäftshaus der 1910/20er Jahre
- Nr. 2 bis 4: Drei 2- und 3-gesch. Wohn- und Geschäftshäuser mit Harbour Coffee
- Nr. 6/Ecke Gertrudenstraße: 4-gesch. Wohn- und Geschäftshaus von 2021 nach Plänen von Architektengruppe GME (Achim/Bremen)[2][3]
- Nr. 8 bis 10: 2-gesch. Wohn- und Geschäftshäuser
- Nr. 12 bis 15: 4-gesch. Wohn- und Geschäftshaus von 1908 für den Kaufmann Friedrich Wachsmuth im Stil der Jahrhundertwende nach Plänen von Fritz Dunkel (Bremen); heute mit Restaurant[4]
- Nr. 28: 4-gesch. neueres Wohn- und Geschäftshaus
- Nr. 30–32: 4-gesch. Gebäude, seit 1975  Jugendwerk der Arbeiterwohlfahrt (AWO) nach Plänen von Horst Rosengart (Bremen). Hier fand zuvor in dem Vorgängergebäude Anfang 1973 eine Hausbesetzung von Schülern statt.[5]

Südseite:
- Kleine Meinkenstraße: Michaelkirche der Christengemeinschaft Bremen von 1994
- Nr. 51: Ab 1859 waren hier die Werkstätten als Prägeanstalt der Silberwarenmanufaktur Koch & Bergfeld
- Nr. 66: Der Allgemeine Bremer Turnverein von 1860 (ABTV) besaß hier eine nicht erhaltene Turnhalle
- Nr. 90–94: 4-gesch. Wohnhaus von 1995 nach Plänen von Wolfram Goldapp (Bremen)
- Nr. 105/6: Wohn- und Geschäftshaus mit Einkaufszentrum
  - Nr. 106: Hier stand auf dem Areal einer Pferdehandlung ein nicht erhaltenes 3-gesch. gründerzeitliches Gebäude von 1877 bis 1944 (zerbombt) mit zwei 4-gesch. Risaliten für ein Casino. Der große Saal war 850 m² groß, in dem volkstümliche und klassische Konzerte sowie Varietévorstellungen, Feste + Tanz, Parteitage und Versammlungen stattfanden. August Bebel, Anna Stiegler, Ottilie Baader und Clara Zetkin (alle SPD) redeten hier 1904 und 1930 Adolf Hitler. 1918 bis 1924 war Otto Berberich Geschäftsführer des Casinos.[6][7]
- Nr. 110: 3-gesch. historisierendes Wohnhaus mit Dachhaus
- Am Dobben 53a/Ecke Auf den Häfen: 3- bis 4-gesch. verputztes Wohn- und Bürohaus

Kunstobjekte
- Nr. 30/32: Wandbild Blick aus dem Fenster, auch Opa und Oma genannt, 1976 von Peter Krüger, 1986 restauriert; auch als Kritik gedacht gegen den Kahlschlag im Ostertorviertel